# Casinos-Affäre

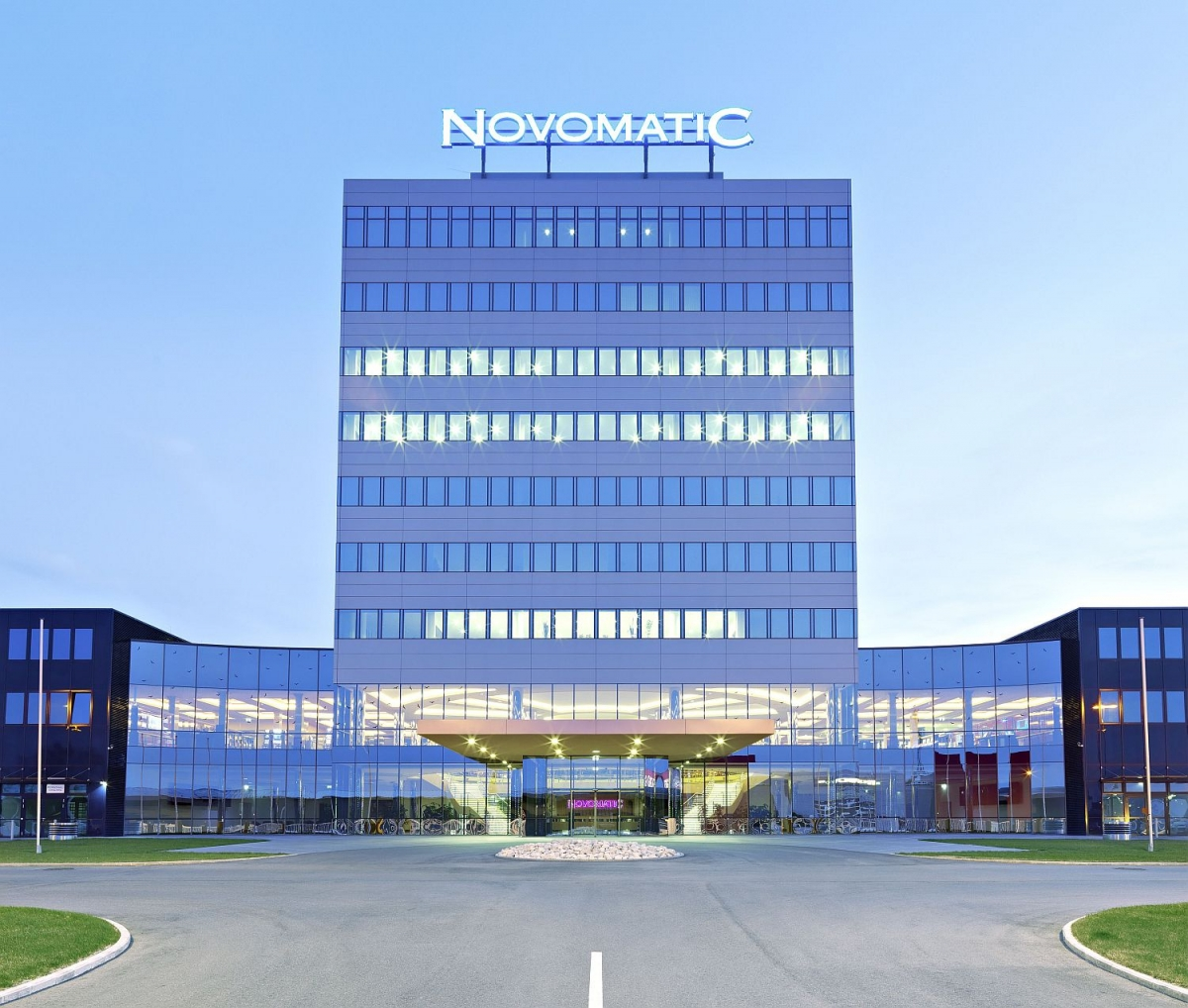
Die Geschäftszentrale von Novomatic in Gumpoldskirchen

Bei der Casinos-Affäre oder Causa Casinos handelt es sich um mutmaßliche Absprachen während der österreichischen Bundesregierung Kurz I zwischen Politikern der damaligen Regierungsparteien ÖVP und FPÖ sowie dem Glückspielkonzern Novomatic. Der FPÖ-Bezirksrat Peter Sidlo wurde demnach in den Vorstand des zu einem Drittel in staatlichem Besitz befindlichen Casinos Austria berufen, obwohl er als unqualifiziert galt. Als Gegenleistung sollen Politiker der Parteien versprochen haben, sich für Online-Gaming-Lizenzen und Casino-Lizenzen sowie die Wiedereinführung des „Kleinen Glückspiels“ in Wien einzusetzen.
In der Causa wird seit 1. Juni 2019 ermittelt, der Öffentlichkeit wurde sie erstmals am 13. August 2019 im Rahmen der Berichterstattung über mehrere Hausdurchsuchungen bekannt.
Protagonisten der Affäre sind unter anderem Casinos-Austria-Vorstandsmitglied Peter Sidlo, die früheren FPÖ-Politiker Heinz-Christian Strache und Johann Gudenus sowie Manager und Eigner der Novomatic, weiters der frühere Finanzminister Hartwig Löger, von der ÖVP bestellt, dessen FPÖ-Staatssekretär Hubert Fuchs und Thomas Schmid, damals Generalsekretär im Finanzministerium und bis Juni 2021 Vorstand der Österreichischen Beteiligungs AG, der Casinos-Aufsichtsratspräsident Walter Rothensteiner und sein Stellvertreter, der frühere Finanzminister Josef Pröll (ÖVP).

## Hintergrund
In Wien wurde 2011 von der rot-grünen Stadtregierung beschlossen, das sogenannte „kleine Glücksspiel“, also den Betrieb von Glücksspielautomaten, abzuschaffen. Seit 2015 sind daher Spielautomaten in der Bundeshauptstadt verboten. Dies brachte erhebliche Umsatzeinbußen für den Konzern Novomatic mit sich. Die Wiener Wirtschaftskammer und Freizeitbetriebe forderten im Mai 2019 das kleine Glücksspiel zurück.
Am 28. März 2019 wurde Peter Sidlo vom Aufsichtsrat der Casinos Austria AG (CASAG) einstimmig als Finanzvorstand bestellt, obwohl es ihm laut Einschätzung des involvierten Personalberaters Egon Zehnder an Führungserfahrung gefehlt habe, und er noch nie größere Budgets und komplexe Geschäftsmodelle verantwortet habe. Im Bericht, der an den Vorsitzenden des Aufsichtsrats, Walter Rothensteiner, adressiert war, wurde Sidlo insgesamt als nicht qualifiziert bezeichnet. Dieser Umbau des Vorstandes geschah vorzeitig, ursprünglich wäre eine Neubesetzung erst 2020 vorgesehen gewesen. Daher mussten die Verträge der vorzeitig ausgeschiedenen Mitglieder ausbezahlt werden. Nach Recherchen der Tageszeitung Der Standard sollen die Zahlungen insgesamt rund 7,5 Mio. Euro betragen haben, diese Summe wurde jedoch von Casinos Austria zurückgewiesen.
Im 2017 aufgezeichneten und im Mai 2019 bekannt gewordenen Ibiza-Video gab es bereits Hinweise auf mögliche Kontakte der involvierten FPÖ-Politiker mit Novomatic. Angeblich unter Alkoholeinfluss teilte Strache in der Videoaufzeichnung mit: „Novomatic zahlt alle“. Als Folge der Ibiza-Affäre wurde der Regierung Kurz im Parlament das Vertrauen entzogen und für September 2019 eine vorgezogene Nationalratswahl angesetzt. Zwischenzeitlich amtierte die Expertenregierung Bierlein.

### Eigentümer der Casinos Austria
Die Republik Österreich ist, vertreten durch die ÖBAG, zweitgrößter Aktionär der Casinos Austria. Größter Aktionär ist seit wesentlichen Zukäufen im Jahr 2018 die tschechische Sazka-Gruppe mit Sitz in Limassol, Zypern. Die Eigentümerstruktur im Detail:
- 38,29 % Medial Beteiligungs-Gesellschaft m.b.H., die sich zu 99,66 % über Schachtelkonstruktionen im Besitz der Sazka-Gruppe befindet
- 33,24 % Österreichische Beteiligungs AG (ÖBAG)
- 17,19 % Novomatic AG
- 05,31 % Bankhaus Schelhammer & Schattera AG
- 04,91 % Privatstiftung Dipl.-Ing. Melchart
- 00,98 % Hotel Sacher, Eduard Sacher Ges.m.b.H.
- 00,08 % sonstige Aktionäre.[7]

Laut einer Übereinkunft der wichtigsten Aktionäre steht jedem der drei größten Aktionäre das Vorschlagsrecht für ein Vorstandsmitglied zu. Generaldirektorin ist seit 1. Mai 2019 Bettina Glatz-Kremsner (ÖVP).

### Anonyme Anzeigen
Auslöser der strafrechtlichen Untersuchungen war eine bei der Wirtschafts- und Korruptionsstaatsanwaltschaft (WKStA) eingegangene anonyme Anzeige, die detailliertes Insiderwissen beinhalten soll. Am 1. Juni 2019 erließ die WKStA daher Ermittlungsanordnungen. Erstmals berichtete der Standard am 4. Juni 2019 vom Vorliegen der Anzeige und vom Beginn der Ermittlungen. In der Anzeige soll aus Gesprächen in vertrautem Kreis zitiert worden sein, heißt es in einem Durchsuchungsbefehl.
Gudenus und Novomatic-Vorstandsvorsitzender Harald Neumann sollen einige Monate vor der Bestellung Sidlos übereingekommen sein, dass Novomatic Peter Sidlo als dritten Casinos-Austria-Vorstand nominiert. Dieses Vorgehen soll mit dem damaligen Vizekanzler Strache abgesprochen worden sein. Im Februar 2019 besuchte Finanzstaatssekretär Hubert Fuchs die Glückspielmesse ICE in London, wo er sich mit den Novomatic-Managern Graf und Neumann getroffen haben und die Sidlo-Bestellung vereinbart haben soll. Im Gegenzug sollen die FPÖ-Politiker Zusagen für eine nationale Online-Gaming-Lizenz und für ein Novomatic-Casino in Wien gemacht haben. Außerdem soll Gudenus in Aussicht gestellt haben, im Falle eines FPÖ-Wahlsieg in Wien im Jahr 2020 das Kleine Glücksspiel wieder genehmigen lassen zu wollen.
Laut Recherchen der Tageszeitung Kurier wurde ursprünglich gegen sechs Personen ermittelt, neben Gudenus, Sidlo und Strache auch gegen den Novomatic-Gründer Johann Graf, den Novomatic-Chef und Casinos-Austria-Aufsichtsrat Harald Neumann und gegen Hubert Fuchs (FPÖ), den früheren Staatssekretär im Finanzministerium, in dieser Funktion zuständig für den Vollzug des Glücksspielgesetzes. Gegen Novomatic selbst wird nach dem Unternehmensstrafrecht ermittelt.
Eine weitere anonyme Anzeige ging Mitte August gegen Aufsichtsratspräsident Walter Rothensteiner ein, in der ihm Untreue vorgeworfen wird; Der vorzeitige Umbau des Vorstands bedeutete für das Unternehmen „unnötige Belastungen in Millionenhöhe“.
Anfang September 2019 wurde durch den Standard bekannt, dass eine dritte anonyme Anzeige Vorwürfe gegen folgende Persönlichkeiten erhob:
- den früheren Finanzminister, kurzzeitigen Vizekanzler und Bundeskanzler Hartwig Löger (von der ÖVP berufen),
- den früheren Staatssekretär im Finanzministerium Hubert Fuchs (FPÖ),
- den früheren Generalsekretär im Finanzministerium Thomas Schmid und gegen
- den Casinos-Aufsichtsratspräsidenten Walter Rothensteiner, den Generalanwalt des Österreichischen Raiffeisenverbandes.[11]

Den Genannten werden im Zusammenhang mit der Bestellung von Peter Sidlo „grobe, vorsätzliche Pflichtverletzungen“ vorgeworfen. Sie hätten die Nichtqualifikation Sidlos „vorsätzlich ignoriert“.

## Ermittlungen

### Erste Hausdurchsuchungen
Auf Grundlage der ersten Anzeige und zumindest einer Zeugeneinvernahme führte die WKStA wegen des Verdachts der Bestechung bzw. Bestechlichkeit am 12. August 2019 acht Hausdurchsuchungen an Privatwohnsitzen und zwei in Büroräumlichkeiten von Unternehmen durch:
- bei Heinz-Christian Strache, früherer Vizekanzler und FPÖ-Bundesobmann,
- bei Johann Gudenus, früherer FPÖ-Klubobmann im Nationalrat,
- bei Casinos-Austria-Vorstand Peter Sidlo, FPÖ-Bezirksrat in Wien-Alsergrund,
- bei Harald Neumann, Novomatic-Vorstandsvorsitzender,
- bei Johann Graf, Eigentümer von Novomatic.

Beim Novomatic-Firmensitz fand eine „freiwillige Nachschau“ statt. Außerdem durchsuchte die WKStA an diesem Tag die Räumlichkeiten des Freiheitlichen Bildungsinstituts St. Jakob in Osttirol, es soll sich ebenfalls um eine „freiwillige Nachschau“ gehandelt haben.

### Fortschritt der Ermittlungen
Der Standard berichtete am 15. August, dass nach den Hausdurchsuchungen innerhalb der Wirtschafts- und Korruptionsstaatsanwaltschaft (WKStA) „starke Dissonanzen“ aufgetreten seien, insbesondere betreffend die Befangenheit einzelner Ermittler. Die Razzien wurden von einem Oberstaatsanwalt der WKStA geleitet, durchgeführt wurden sie jedoch von einer Sonderkommission (SoKo) des Bundeskriminalamtes. Demnach sei „die WKStA […] besorgt gewesen, dass ÖVP-nahe Soko-Leute die Ermittlungen gefährden könnten“, zumal es sich um die Auswertung der Handydaten von Heinz-Christian Strache (FPÖ) handelte, dem früheren Koalitionspartner, aber auch Mitbewerber der ÖVP. In einer Aussendung der WKStA von Mittwochabend hieß es jedoch, es konnte „kein Grund gefunden werden, der geeignet wäre, die volle Unbefangenheit und Unparteilichkeit des Bundeskriminalamtes in Zweifel zu ziehen“.
Am 19. August 2019 berichteten mehrere Medien über weitere Details der zweiten Anzeige, deren Wortlaut angeblich im Internet aufgetaucht war. Darin heißt es unter anderem, dass dem Aufsichtsrat von Casinos-Austria die ablehnende Beurteilung Sidos durch den Personalberater vorenthalten worden sein soll. Dahinter stehe eine koalitionsinterne Abmachung, wonach „beide Regierungsfarben im neuen Casinos-Vorstand“ vertreten sein sollten und eine angebliche Anweisung in dieser Sache von Finanzminister Löger an Aufsichtsratschef Rothensteiner. In dem Zusammenhang soll es wenige Tage vor Sidlos Bestellung auch ein persönliches Abstimmungsgespräch zwischen Vizekanzler Strache und Bundeskanzler Sebastian Kurz gegeben haben.
Am 4. September 2019 kam es zu einem Polizeieinsatz im Bundesministerium für Finanzen. Es sollen E-Mails und der Terminkalender des früheren Finanzstaatssekretärs Hubert Fuchs (FPÖ) beschlagnahmt worden sein.

### Stellungnahmen der Betroffenen
Alle Verdächtigten haben die Vorwürfe „vehement zurückgewiesen“. Der Strafverteidiger von Gudenus bezeichnete die Vorwürfe als absurd. Strache bestritt jedes Verhalten, das den Straftatbestand der Bestechlichkeit erfüllt habe, und sah einen zeitlichen Zusammenhang zur Nationalratswahl 2019. Hubert Fuchs teilte mit, dass in den Gesprächen in London die Vergabe von Lizenzen kein Thema gewesen sei.
Casinos-Aufsichtsratspräsident Walter Rothensteiner bezeichnete die Vorwürfe gegen ihn als absurd. Die Neuaufstellung im Vorstand sei aufgrund langanhaltender Diskussionen im Aufsichtsrat und im Interesse des Unternehmens erfolgt, die Zahlungen der daraus resultierenden Beendigungen der Vorstandsmandate und -verträge bewegten sich „im Rahmen des in solchen Fällen üblichen“.
Auch die Novomatic AG und ihre Manager bestreiten vehement die anonymen Vorwürfe. Am 5. September 2019 erklärte Peter Sidlo, dessen Bestellung als Finanzvorstand im Mittelpunkt der Affäre steht, dass er sich bis zu Aufklärung beurlauben lasse. Das Präsidium werte das als „Zeichen seines Verantwortungsgefühls für das Unternehmen“. Tags darauf stellte Sidlo auch seine Funktion in der Österreichischen Nationalbank ruhend. Der Aufsichtsrat der Casinos Austria beauftragte eine Rechtsanwaltskanzlei und eine Wirtschaftsprüfungskanzlei damit, die Bestellung Sidlos zu überprüfen. Ein diesbezüglicher Endbericht wird für Ende November 2019 erwartet.

### Weitere Hausdurchsuchungen
Am 12. November fanden weitere Hausdurchsuchungen statt, und zwar bei
- dem ehemaligen Finanzminister Hartwig Löger,
- dem ehemaligen Finanzminister und aktuell stellvertretenden Casinos-Aufsichtsratspräsident Josef Pröll (ÖVP),
- Casinos-Aufsichtsratspräsident Walter Rothensteiner,
- der staatlichen Beteiligungsgesellschaft ÖBAG und bei
- ÖBAG-Chef Thomas Schmid.[23]

Dabei wurden auch Mobiltelefone von Löger und Pröll beschlagnahmt. Die Durchsuchung der ÖBAG war laut dem Wochenmagazin Profil eine „freiwillige Nachschau“.
Die WKStA führte Löger, Pröll, Schmid und Rothensteiner als Beschuldigte. Der Tageszeitung Die Presse soll eine Aktennotiz Rothensteiners vorliegen, nach der Rothensteiner und Löger vor Sidlos Bestellung von einem „Hintergrunddeal“ von Novomatic-Gründer Johann Graf „mit den Blauen“ [d. h. mit der FPÖ] gewusst haben und wonach die Bestellung Sidlos „ein Muss“ gewesen sein soll.
Grund für die neuen Durchsuchungen und freiwilligen Nachschauen waren Ermittlungsergebnisse, die „in weiten Bereichen“ die Anschuldigungen der anonymen Anzeigen bestätigten. Demnach habe Finanzminister Löger Casinos-Präsident Rothensteiner mitgeteilt, dass aufgrund eines „Deals“ zwischen Novomatic und der FPÖ der Kandidat Sidlo ernannt werden müsse. Angestiftet sei Löger durch Graf und Neumann von Novomatic geworden, geholfen habe ihm sein Kabinettchef Schmid, der Neumann am 31. Jänner 2019 eine abfotografierte Ministeriumsunterlage geschickt haben soll, in der es um die Vergabe von Online-Lizenzen ging. In einem am selben Tag folgenden Gespräch zwischen Graf, Neumann und Löger sei auch der „Hintergrunddeal“ und die Berufung Sidlos zur Sprache gekommen. Schmid habe Löger bei der Überzeugungsarbeit an Rothensteiner geholfen. Unter anderem auf von Strache, Gudenus und Fuchs beschlagnahmten Handys fand die WKStA WhatsApp-Daten, die das Zustandekommen des besagten „Deals“ nahelegen sollen.
Daher bestehe gegen Löger, Schmid, Rothensteiner und Pröll der Verdacht der Bestechung, gegen Löger auch der Verdacht des Amtsmissbrauchs, gegen Rothensteiner und Pröll auch der Verdacht der Untreue. Alle Beschuldigten bestreiten die Vorwürfe. Im Dezember 2024 stellte die WKStA die Ermittlungen gegen Pröll, Rothensteiner und Neumann ein.

## Weitere Entwicklungen
Am 15. November kündigte Rechnungshofspräsidentin Margit Kraker an, die Angelegenheit im Rahmen der Möglichkeiten durch den Rechnungshof prüfen zu lassen. Sie bedauerte, dass der Rechnungshof nicht das Unternehmen Casinos Austria prüfen kann, da die Beteiligung des Staates daran weniger als 50 Prozent ausmachen. Dafür soll die Entsendung von Aufsichtsräten durch den Bund geprüft werden.
Am Abend des 17. November veröffentlichten die Wochenzeitung Falter und die Tageszeitung Die Presse neue Chat-Protokolle, die Postenschacher auch in weiteren Unternehmen nahelegen.
In den folgenden Tagen wurden von mehreren Medien weitere Details aus Chat-Protokollen veröffentlicht. Demnach soll der aktuelle FPÖ-Obmann und damalige Infrastrukturminister Norbert Hofer über die Vorgänge um die Postenbesetzung zumindest informiert gewesen sein. Auch an Innenminister Herbert Kickl sollen Informationen gesandt worden sein. Vizekanzler Strache soll ein „Casino-Online-Gesetz“ in einer Nachricht an Herbert Fuchs als sein „Leuchtturmprojekt“ bezeichnet haben. Die WKStA stellte fest, dass „die Novellierung von das Glücksspiel betreffenden Gesetzen jedenfalls im unmittelbaren zeitlichen Zusammenhang mit der Bestellung“ Sidlos in den Casinos-Austria-Vorstand „auf höchster Regierungs- sowie Funktionärs- und Eigentümerebene der Novomatic AG besprochen wurde“.
ÖVP-Parteiobmann Sebastian Kurz erklärte über die Causa am 15. November, die „Systematik“ zu kennen, zuerst gäbe es eine anonyme Anzeige und später würden sich die Behauptungen „in Luft auflösen“. Nachdem auch Chat-Nachrichten veröffentlicht wurden, in denen ÖVP-Politiker Gernot Blümel sowie ein „Meeting mit Seb“ erwähnt wurden, drohte Kurz am 24. November zu klagen, sollten der ÖVP oder ihren Vertretern strafrechtlich relevante Dinge unterstellt werden.
Unterdessen forderte Sazka-CEO Robert Chvátal in einem Interview eine umfassende personelle Erneuerung an der Spitze der Casinos Austria, da „Einzelpersonen“ nicht „zum Wohle des Unternehmens“ gehandelt hätten. Weiters gab er an, Sidlo hätte bereits bei ihrem ersten Gespräch im Jänner 2019 von kommenden neuen „Onlinespiellizenzen“ gesprochen.
Am 2. Dezember wurde Peter Sidlo bei einer außerordentlichen Sitzung des Casinos-Austria-Aufsichtsrates als Finanzvorstand abberufen. Ausschlaggebend dafür war ein Antrag der Belegschaftsvertreter, der Beschluss sei nach eingehender Diskussion zum Wohl des Unternehmens gefasst worden.
Beschwerden mehrerer Betroffener gegen die Hausdurchsuchungen, Handy-Beschlagnahmungen und Rufdatenrückerfassung wurden im Jänner 2020 vom Oberlandesgericht Wien abgewiesen. Die zugrundeliegende anonyme Anzeige sei „extrem detailliert“, ihr Inhalt „glaubwürdig und plausibel“. Daher sei die gerichtliche Bewilligung der Ermittlungsmaßnahmen zulässig und verhältnismäßig gewesen.
Am 11. März 2020 fand erneut eine Hausdurchsuchung bei Novomatic statt. Auch bei Markus Tschank, Rechtsanwalt und Obmann des FPÖ-nahen Instituts für Sicherheitspolitik (ISP), soll es eine Razzia gegeben haben. Das ISP wurde von Novomatic mit 240.000 Euro gesponsert. Die WKStA bestätigte am nächsten Tag, dass weitere Hausdurchsuchungen stattgefunden haben und gab bekannt, dass die Ermittlungen ausgeweitet worden sind. Demnach haben sich die bestehenden Verdachtsmomente erhärtet und es haben sich „weitere Verdachtslagen gegen teils auch weitere Beschuldigte“ ergeben. Details zu den Hausdurchsuchungen oder zur Anzahl der Beschuldigten wurden nicht bekanntgegeben. Dieses Verfahren wurde im Juli 2024 eingestellt, da nicht nachgewiesen werden konnte, dass Strache von dem Vertrag zwischen dem ISP und Novomatic wusste.
Der ORF-Radiosender Ö1 berichtete am 14. März 2020, dass der Staatsanwaltschaft eine Notiz vom Handy Neumanns über Ziel für das Jahr 2018 mit dem Inhalt „Casinolizenz plus Online – in Arbeit“ vorliegt. Damit sei der Verdacht bestätigt, dass die Bestellung Sidlos nur Teil eines „‚Deals‘ und der Gesamtstrategie zur Erlangung eigener Novomatic-Lizenzen“ gewesen sei.

### Untersuchungsausschuss
Am 14. November 2019 forderte NEOS in der Cause die Einrichtung eines parlamentarischen Untersuchungsausschusses. Die SPÖ, Die Grüne und NEOS vereinbarten, einen gemeinsamen Antrag auf eine Sondersitzung im Nationalrat einzubringen.
Der Grünen-Obmann Werner Kogler plädierte am 18. November ebenfalls für einen Untersuchungsausschuss zur Affäre und forderte die SPÖ dazu auf, ihre abwartende Haltung in dieser Frage aufzugeben.
Am 26. November fand die beantragte Sondersitzung im Nationalrat statt. Finanzminister Eduard Müller kündigte an, ein übermitteltes Privatgutachten über die Bestellung von Sidlo, das ein Verwaltungsrechtsexperte im Auftrag der Sazka-Gruppe angefertigt hatte, von der Finanzprokuratur prüfen zu lassen. Er berichtete auch, dass Löger keine Weisungen an die Staatskommissäre erteilt habe. Bei der Sitzung wurden keine Entschließungsanträge angenommen, bis auf einen, der die volle Aufklärung der Ibiza-Affäre verlangte.
Am 28. November erklärten die Parteivorsitzenden von SPÖ und NEOS, Pamela Rendi-Wagner und Beate Meinl-Reisinger, ihre Parteien würden gemeinsam ein Verlangen für einen Untersuchungsausschuss zu der Causa einreichen. Die beiden Parteien haben zusammen genug Sitze, um einen U-Ausschuss einzusetzen. Am 11. Dezember wurde der Antrag zur Prüfung der rechtlichen Zulässigkeit an den Geschäftsordnungsausschuss des Nationalrats überwiesen. Nach deren Abschluss, die voraussichtlich einige Wochen in Anspruch nehmen wird, gilt er mit Aufruf eines entsprechenden Tagesordnungspunktes einer darauffolgenden Nationalratssitzung automatisch als eingesetzt.[veraltet]
Am 22. Jänner 2020 wurde im Nationalrat die Einrichtung des angekündigten Untersuchungsausschusses beschlossen, bei dem die Themenkomplexe der Casinos-Affäre, die Hintergründe der Umwandlung der staatlichen Beteiligungsholding ÖBIB in die Aktiengesellschaft ÖBAG und die Bestellung von Schmid zum ÖBAG-Vorstand beleuchtet werden sollen. Ursprünglich sollte im Untersuchungsausschuss auch die Besetzung der Finanzmarktaufsicht und das Ibiza-Video thematisiert werden. Dies lehnten aber ÖVP und Grüne – die beiden Parteien waren nun Koalitionspartner in der neuen Bundesregierung Kurz II – als zu weitreichend und unzusammenhängend ab. SPÖ und NEOS legten dagegen am 3. Februar Beschwerde beim Verfassungsgerichtshof ein, der ihnen am 3. März recht gab. Somit kann der Untersuchungsausschuss im vollen Umfang stattfinden.

### Ermittlungen durch „Zufallsfunde“ und weitere Hausdurchsuchungen
Im Februar 2021 wurde bekannt, dass die WKStA nun auch gegen Finanzminister Gernot Blümel als Beschuldigten ermittelt. Da eine Anordnung zur Hausdurchsuchung vorlag, stimmte Blümel am 11. Februar 2021 einer freiwilligen Nachschau in seinem Zuhause zu. Auch gegen zwei weitere, namentlich nicht genannte Personen werde nun ermittelt, weshalb am 11. Februar 2021 mehrere Hausdurchsuchungen an Privat- und Firmenadressen stattfanden. Bei einer weiteren Hausdurchsuchung am 25. Februar 2021 stellte die WKStA im Finanzministerium E-Mails sicher, die in Zusammenhang mit Vorwürfen zu einer Intervention Blümels bei italienischen Behörden zugunsten Novomatic stehen.
Im Zuge der früheren Sicherstellungen hatte die Staatsanwaltschaft Zugriff auf Chatnachrichten erhalten, die Ausgangspunkt für Ermittlungen zu weiteren Straftaten ohne direkten Zusammenhang zum ursprünglichen Verfahrensthema wurden. Aus diesen sogenannten „Zufallsfunden“ gingen so Ermittlungen zu verschiedenen Causen hervor. So lösten Nachrichten auf Heinz-Christian Straches Handy die Ermittlungen zur Prikraf-Affäre aus, Nachrichten auf Geräten von Thomas Schmid führten zu den Ermittlungen gegen Blümel bzgl. Novomatic, sowie in der Affäre um angeblich vom Finanzministerium bezahlte parteipolitische Umfragen. Im Oktober 2021 befanden sich bereits zahlreiche Verfahrensstränge in dem sich mit der Casinos-Affäre befassenden Akt 17 St5/19. Da die Anzahl der Beschuldigten mit Akteneinsicht anwuchs, stieg auch die Anzahl jener Dokumente, die über Akteneinsicht an Medien geleakt bzw. weitergeleitet wurden.
Im Verfahrensstrang zu vom Finanzministerium bezahlten Umfragen fanden Anfang Oktober 2021 Hausdurchsuchungen in der Parteizentrale der ÖVP, im Finanzministerium sowie erstmals in der Geschichte der Zweiten Republik im Bundeskanzleramt statt. Die Ermittlungen richten sich gegen Schmid, Kurz, Exministerin Sophie Karmasin und heutige enge Vertraute von Kurz sowie Wolfgang und Helmuth Fellner.